# 長者 (郡山市)
長者（ちょうじゃ）は、福島県郡山市に所在する町丁である。郵便番号は963-8017。

## 地理
郡山市役所本庁所管地域である市街中心部に属する。北で桃見台、東で神明町、虎丸町、細沼町、南で麓山、豊田町、西で緑町とそれぞれ隣接する。JR郡山駅西側の市街地中心部であり、住居表示が実施されている。さくら通り沿線に位置し、通り沿いには店舗やホテル、学校施設が立地し、裏手には住宅が立ち並ぶ。さくら通り以南に一丁目、以北に北東から西へ二、三丁目が設置されている。かつては日東紡績グループの工場群が立地しており、日東紡績郡山第二工場跡地には大型商業施設であるザ・モール郡山が開業し、パラマウント硝子工業跡地は地元建設会社が購入しマンション等への再開発が行われている。長者に所在する郡山警察署長者交番、および堂前町に所在する郡山消防署本署がそれぞれ管轄にあたる。

## 世帯数と人口
2025年1月1日現在の世帯数と人口は以下の通りである。
| 町丁 | 世帯数  | 人口    |
| ---- | ------- | ------- |
| 長者 | 891世帯 | 1,785人 |

## 小・中学校の学区
市立小・中学校に通う場合、学区は以下の通りとなる。
| 番地              | 小学校               | 中学校                 |
| ----------------- | -------------------- | ---------------------- |
| 下記を除く全域    | 郡山市立芳山小学校   | 郡山市立郡山第二中学校 |
| 三丁目5 - 7番     | 郡山市立桃見台小学校 | 郡山市立郡山第二中学校 |
| 二丁目14番 - 20番 | 郡山市立桃見台小学校 | 郡山市立郡山第五中学校 |

## 交通

### 道路
- 福島県道142号河内郡山線（さくら通り）
- 一級市道29号荒井長者線

## 施設等
- 福島県立安積黎明高等学校
- 郡山市立芳山小学校
- 郡山長者郵便局
- 七十七銀行 郡山支店
- ザ・モール郡山
- ウエルシア 郡山長者店
- ホテルアルファーワン郡山
- スターホテル郡山
- カメイ 福島支店